# Историја Бијељине
Бијељина је град у Републици Српској, Босна и Херцеговина. Историја Бијељине обухвата историју града Бијељине и околине од најстаријих времена до савременог доба.

## Име
Иако се име „Бијељина” први пут помиње већ 1446. године, озваничено је тек 1918. године. Током владавине Аустроугарске град је носио име „Бјелина” а прије тога „Белина” и „Билина”.

## Развој насеља у праисторији
Најстарији потврђени трагови живота људи на простору данашњег града Бијељине потичу из млађег каменог доба — неолита — старчевачке културе (5.000 — 3.000 година п. н. е.). Такође, пронађени су и материјални остаци из периода бронзаног и гвозденог доба. Највише налаза из ових периода праисторије пронађено је у атарима села Остојићево, Батковић, Главичице, Дворови, Којчиновац, Патковача и Тријешница. Карактеристике грнчарије, оруђа и оружја недвосмислено потврђују културне везе прастановника Семберије са винчанском неолитском културом, односно, са културама бронзаног доба — вучедолском, костолачком и баденском.

## Бијељина кроз историју

#### Цртице из историје
| Догађаји у Бијељини у 19. вијеку | Догађаји у Бијељини у 19. вијеку | Догађаји у Бијељини у 19. вијеку |
| -------------------------------- | --- | -------------------------------- |
| Година                           | Догађај |                                  |
| 1838.                            | Отворена Српска основна школа. |                                  |
| 1851.                            | Успостављање редовне поште на линији Сарајево-Бијељина. |                                  |
| 1860.                            | Подигнута стара зграда општине „Беледија“ |                                  |
| 1865.                            | У Бијељини почео рад љекар др Јакоб Кохут (1836-1905) |                                  |
| 1867.                            | Велики пожар у Бијељини. Обнова старе чаршије послије великог пожара. Први поштански уред у Бијељини.                                                                                                |                                  |
| 1868.                            | Бијељина телеграфском линијом спојена с Тузлом и Сарајевом. Основана у Бијељини прва војна здравствена амбуланта.                                                                                    |                                  |
| 1869.                            | Почетак градње цркве Светог Георгија. |                                  |
| 1872.                            | Завршетак градње цркве Светог Георгија. |                                  |
| 1874.                            | Локална пошта добила свој жиг са натписом БИЛИНА. |                                  |
| 1875.                            | Прва позоришна представа у Бијељини у изведби Позоришног друштва Фотија Иличића. |                                  |
| 1876.                            | Изграђен „Конак“ (данас зграда [[Музеја Семберије у Бијељини]]). |                                  |
| 1877.                            | Прва самостална здравствена амбуланта за цивилно становништво. |                                  |
| 1878.                            | Улазак аустријске војске у Бијељину (20. септембар). Отварање житне пијаце. |                                  |
| 1879.                            | Први статут општине Бијељина (18. марта ) |                                  |
| 1880.                            | Отворена Народна основна школа у Бијељини. Прва апотека у Бијељини, власник Антал Чапо из Дебрецина. Основана болница у Бијељини. Отварање зелене пијаце. Постављање уличних фењера са петролејкама. |                                  |
| 1886.                            | Народна основна школа и трговачка школа почеле са радом у намјенски изграђеном објекту. Основано Добротворно ватрогасно друштво.                                                                     |                                  |
| 1887.                            | Подигнута прва католичка црква у Бијељини. |                                  |
| 1889.                            | Отворен у Бијељини новчани завод „Прва штедионица“. |                                  |
| 1892.                            | Градска општина подиже Хотел „Дрину“. Изграђен и уређен градски парк. |                                  |
| 1893.                            | Завршен градски парк. |                                  |
| 1895.                            | Изграђена синагога у Бијељини. Отворена прва штампарија у Бијељини у власништву Николе Писингера. Оснивање Земаљске банке за БиХ и њено преузимање штедионица у Бијељини.                            |                                  |
| 1896.                            | Велика поплава Дрине у Семберији. |                                  |
| 1898.                            | У Бијељини приказани први филмови аратом laterna magica у власништву Младена Грујића. |                                  |
| 1899.                            | Оснивање Пчеларског друштва. Оснивање Српско-православно црквеног пјевачког друштва „Србадија“. Отворена исламска кираетхана (исламска читаоница). Отварање рудника мрког угља у насељу Угљевик.     |                                  |

У јесен 1875. године покушао је да се из Србије у родни крај врати Јован Панић са 300 устаника, али је његов одред разбијен код Манастира Тавне. Године 1876. српски ђенерал Ранко Алимпић је безуспјешно опсиједао Бијељину и тада су турске снаге у борби на Галцу потукле и одред италијанских добровољаца – гарибалдинаца.

## Савремено доба
| Догађаји у Бијељини у 20. вијеку | Догађаји у Бијељини у 20. вијеку | Догађаји у Бијељини у 20. вијеку |
| -------------------------------- | --- | -------------------------------- |
| Година                           | Догађај |                                  |
| 1900. година                     | Трговачка школа добила нову школску зграду |                                  |
| 1902. година                     | Српска основна школа почела са радом у новосаграђеном здању |                                  |
| 1903. година                     | Оснивање Српске штедионице у Бијељини. |                                  |
| 1904. година                     | Нови објекат Католичке цркве у Бијељини. Основана Подружница Српског просвјетног и културног друштва „Просвјета“. |                                  |
| 1905. година                     | Подигнута зграда Земаљске банке. Основана Добротворна задруга српкиња/Коло српских сестара. Основана Подружница Муслиманског културно-просвјетног друштва „Гајрет“. Основано Удружење опанчарских радника у Бијељини Почетак изградње канала Дашница. |                                  |
| 1907. година                     | Завршетак изградње канала Дашница. Почело са радом Српско занатлијско друштво. |                                  |
| 1908. година                     | Основан Српски соко. Почетак уређења тока рјечице Јањице у центру града и изградња првог колектора за кишну канализацију. |                                  |
| 1909. година                     | Први стални биоскоп у Бијељини који је радио до почетка рата 1914. Основана Муслиманска банка у Бијељини. |                                  |
| 1910. година                     | Подигнута зграда Српске штедионице. Успостављена телефонска веза између Бијељине и околних мјеста. Основано повјереништво Социјалдемократске странке БиХ у Бијељини. Прво обиљежавање 1. маја у Бијељини у организацији подружнице Социјалдемократке партије у Бијељини и Удружења опанчарских радника из Бијељине. Завршетак уређења тока рјечице Јањице у центру града и завршетак изградње првог колектора за кишну канализацију. |                                  |
| 1911. година                     | Основано повјереништво ХНК „Напредак“ у Бијељини. Оснивање Хрватског сокола. Основан Муслимански соко. |                                  |
| 1912. година                     | Подигнута зграда Градске управе. Почео са радом Напредни јеврејски клуб са читаоницом. Увођење електричне расвјете у Бијељини из мале централе у Мајевичкој улици (до 2. свј. рата само 820 домаћинстава и јавних установа је имало електричну расвјету, уз скромну уличну расвјету успостављену још 1912. године). |                                  |
| 1914. година                     | Основано Учитељско друштво. Почетак 1. свјетског рата |                                  |
| 1916. година                     | Аустро-Угарска гради пругу уског колосијека /600 мм/ на релацији Босанска Рача-Бијељина-Угљевик. |                                  |
| 1917. година                     | Аустро-Угарска гради пругу уског колосијека /600 мм/ на релацији Босанска Рача-Бијељина-Угљевик. |                                  |
| 1918. година                     | Аустро-Угарска гради пругу уског колосијека /600 мм/ на релацији Босанска Рача-Бијељина-Угљевик. 10. новембар 1918. – Ослобођење Бијељине, улазак српске војске у град. 1. децембар 1918. – Проглашење Краљевине СХС. |                                  |
| 1919. година                     | Отварање ниже гимназије у Бијељини. Основано ловачко друштво у Бијељини. Формирање бијељинске организације Савеза социјалистичке радничке партије Југославије (к). Основано Друштво за чување народног здравља. Реконструкција пруге Босанска Рача-Бијељина-Угљевик у колосијек ширине 760 мм и за путнички саобраћај. |                                  |
| 1921. година                     | Почела са радом Шегртска школа. Основно Друштво за народно просвјећивање. |                                  |
| 1922. година                     | Реконструкција пруге Босанска Рача-Бијељина-Угљевик у колосијек ширине 760 мм и за путнички саобраћај. Са радом почела Прометна банка. Основана Земљорадничка банка. Почела са радом Женска занатска школа Кола српских сестара у Бијељини. |                                  |
| 1925. година                     | Реконструкција пруге Босанска Рача-Бијељина-Угљевик у колосијек ширине 760 мм и за путнички саобраћај. Оснивање Јеврејске банке. |                                  |
| 1926. година                     | Одобрен рад пуној Реалној гимназији у Бијељини. Изграђена нова зграда гимназије. Са радом почела бијељинска музичка школа професора Владимира Курагина. |                                  |
| 1927. година                     | Изграђена жичара у Босанској Рачи за пребацивање угља преко ријеке Саве у Сремску Рачу. |                                  |
| 1928. година                     | Оснивање Друштва за народно просвјећивање и чување народног здравља. |                                  |
| 1929. година                     | Почетак градње Соколског дома. |                                  |
| 1930. година                     | Оснивање Занатско-кредитне задруге и штедионице. |                                  |
| 1931. година                     | Изграђена нова зграда болнице у Бијељини. |                                  |
| 1932. година                     | Завршетак градње Соколског дома. Друштво за народно просвјећивање и чување народног здравља отвара Градску књижницу и читаоницу. |                                  |
| 1934. година                     | Оснива се бијељинско позориште под називом Омладинска група „Сцена“. |                                  |
| 1937. година                     | Подигнут споменик Краљу Петру Првом Карађорђевићу. |                                  |

### Први и Други свјетски рат
Први свјетски рат је донио нова страдања становништва Семберије од стране аустро-угарских власти због непрестаног сумњичења за сарадњу са Србима са друге стране Дрине. О ужасима тих дана увјерљиво свједочи познати аустријски писац и новинар Егон Ервин Киш чија регимента је тада била смјештена у Бијељини. Бијељина је ослобођена 10. новембар 1918. године улазком српске војске у град.
Бијељински срез је у Краљевини СХС дио Тузланске области, а од 1929. Дринске бановине, са сједиштем у Сарајеву. Пољопривредна криза се пренијела и на град, чија је привреда била у стагнацији а занати опадали. Споменик краљу Петру I Карађорђевићу је откривен на Петровдан 1937. - срушен је 1941, обновљен 1993.
Током Другог свјетског рата, Бијељина се нашла у НДХ, у Великој жупи Посавје са сједиштем у Славонском Броду. У бијељинском срезу била је уведена пракса да се из сваке општине на чијој територији дође до устаничких немира побије по 50 сељака. На територији источне Босне, коју је до рата чинило 17 срезова, евидентирано је 731 веће и мање стратиште, на којима је у периоду 1941-1945, по првим послијератним истраживањима, страдало најмање 50.000 лица српске националности. Само на подручју 5 срезова: Бијељина, Зворник, Власеница, Сребреница и Рогатица, по првим извјештајима са терена из 1947. године, убијено је 22.000 Срба.